# Rudolf Hollinger
Rudolf Hollinger (n. 13 august 1910, Timișoara, România – d. 7 ianuarie 1997, Langenau, Germania), originar din Banat, România, a fost un profesor de liceu, poet și scriitor de limba germană, istoric al literaturii. A folosit și pseudonimul Johannes Lenner.

## Biografia
S-a născut la Timișoara ca fiu al brutarului Nikolaus Hollinger.
În perioada 1921-1929 a urmat cursurile gimnaziului real din orașul natal, luând bacalaureatul în 1929.
În perioada 1929-1930 a studiat dreptul la Cluj iar între 1930 și 1934 germanistica și anglistica la Viena, timp în care a urmat și cursuri de limbă egipteană veche, italiană, suedeză și sanscrită, precum și cursuri de pedagogie și de filozofie. A avut profesori renumiți, ca Anton Pfalz, Karl Luick, Eva Freud și Josef Nadler. Sub îndrumarea celui din urmă și-a luat în 1934 doctoratul cu lucrarea „Cartea Till Eulenspiegel din 1515. Problematica sa intelectuală și socială” (Das Till Eulenspiegelbuch von 1515. Seine geistige und soziale Problematik.) 
Întors la Timișoara, a funcționat pentru început ca profesor la gimnaziul german real din Timișoara (1936-1944). Deoarece obținuse diplomele în străinătate, a fost obligat să susțină un examen de capacitate, pe care l-a trecut cu succes la Iași, în 1937, după care a primit dreptul să predea la gimnaziu.
A trecut apoi ca profesor la Școala superioră de comerț și apoi ca director al Școlii medii germane de băieți „Banatia”.
În calitate de principal colaborator al revistei „Banater Monatshefte” (1933-1939) a scris recenzii, studii și analize ale operelor unor scriitori contemporani precum Hans Carossa, Josef Weinheber, Georg Britting și alții. În toamna anului 1940 a devenit redactor al revistei „Der deutsche Lehrer” (Profesorul german), în care a publicat și multe contribuții literare. În multe din lucrările sale a pus accentul pe poezia germană din Banat.
În 1943 Hollinger a fost chemat să-și satisfacă serviciul militar în armata română, unde a fost folosit ca traducător și interpret.
După război a fost „pus pe linie moartă”, fiind obligat să aibă diverse ocupații mărunte pentru a câștiga banii necesari întreținerii familiei. Puține din scrierile sale au fost publicate atunci, majoritatea lucrărilor fiind „de sertar”.
În perioada 1945-1948 a lucrat ca muncitor. La recomandarea prof. dr. Ilie Murgulescu, rector al Institutului Politehnic din Timișoara, a fost angajat ca docent pentru limba germană, funcție deținută între 1 februarie și 31 octombrie 1948.
În 1949, a publicat în Temesvarer Zeitung piesa într-un act „Der Neubau” sub pseudonimul Johannes Lenner.
A fost din nou demis, cu interdicția de a preda în învățământ, astfel că în perioadele 1950-1956 și 1958-1962 a lucrat ca tehnician la fabrica „Tehnometal”.
Din 1956 până în 1958 dr. Hollinger a lucrat ca asistent la catedra de germanistică a Universității din Timișoara, după care a avut din nou interdicție de a preda până în 1962. În 1962 Ilie Murgulescu, ajuns ministru al învățământului, a cerut reintegrarea imediată în învățământ a lui Hollinger, la Universitatea din Timișoara.
După pensionare Hollinger a emigrat, în 1980, cu toată familia, în Republica Federală Germania, unde a locuit în orașul Langenau (lângă Ulm), până la moartea sa în 1997.
În ultimii ani ai vieții și-a pierdut vederea, astfel că a fost obligat să-i dicteze soției sale amintirile.

## Scrieri

### Publicate
- Das Till Eulenspiegelbuch von 1513. Seine geistige und soziale Problematik. Wien, 1934 (Dissertation).
- Junge Banater Dichtung. Reden und Gedichte einer Feierstunde, Hermannstadt, 1940. [Banater Blätter 9].
- Banater Dichtung der Gegenwart. Versuch einer geistigen Schau. Temeschburg, 1940. [Banater Blätter 12].
- Adam Müller-Guttenbrunn, der Erwecker des Donaudeutschtums. Ein Vortrag. Temeswar, 1942.
- Wege zur Moderne. In: Neuer Weg, Bukarest, 17. März 1968.
- Der Weg zum Gedicht. In: Neue Banater Zeitung, Temeswar, 4. August 1968.
- Nicht Minne, sondern Liebe. In: Neue Banater Zeitung, Temeswar, 28. September 1968
- Ein unbekannter Erzähler des Banats: Der Arader Johann Eugen Probst. In: Neuer Weg, Bukarest, 28. September 1968.
- Preyer als Dramatiker. In: Neue Banater Zeitung, Temeswar, 29. Dezember 1968.
- Bürgermeister und Poet dazu. Johann Nepomuk Preyer (1805-1888). In: Neuer Weg, Beilage Kultur und Leben, Bukarest, 4. Januar 1969.
- Charakteristische Kennzeichen der deutschen Volkssprache von Temeswar. In: Annalen der Universität Temeswar, 1969, S. 79-90.
- Das Stadtdeutsch von Temeswar. In: Neuer Weg, Bukarest, 2.-4. April 1970.
- Unbekannte Literaturgeschichte. Briefe von Eugen Probst an Adolf Meschendörfer. In: Karpatenrundschau, Kronstadt, Nr. 38 vom 18. September 1970; auch in: Südostdeutsche Vierteljahresblätter, München, Nr. 1/1972, S. 37-42.
- Beim Meister. Johann Eugen Probst besucht Gottfried Keller. In: Neue Banater Zeitung, Kulturbote, Temeswar, 20. September 1970.
- Was ist Dichtung? In: Volk und Kultur, Bukarest, 23. Jg., 5. Mai 1971.
- Stehen wir noch zu Faust? In: Neue Banater Zeitung, Temeswar, 23. März 1972.
- Faust – Die dichterische Allegorie eines exemplarischen Lebens. In: Volk und Kultur, Bukarest, Heft 6/1972.
- Meine Beziehung zu Karl May. In: Südostdeutsche Vierteljahresblätter, München, Nr. 2/1985, S. 125-127.
- Gedankensplitter aus dem Osten. Aus dem Tagebuch eines Südost-Europäers. Wien, 1985.
- Walja. In: Südostdeutsche Vierteljahresblätter, München, Nr. 4/1985, S. 278-286.
- Gedichte. In: Südostdeutsches Kulturwerk, München, 1986.
- Temeswar und sein Deutsch. In: Banatica. Beiträge zur deutschen Kultur, Freiburg i. Br., Nr. 4/1989, S. 24-31.
- Aus dem Gedankengut Rudolf Hollingers. In: Donauschwäbische Lehrer und Forschungs-blätter, München, Nr. 3/1995.
- Noch zur rechten Zeit. In: Donauschwabenkalender, Aalen, Ausg.1996, S. 140-141.
- Schulfreundschaften. In: Südostdeutsche Vierteljahresblätter, München, Nr. 1/1997, S. 23-28.
- Deine Stunde, Tod, ist groß. Gedichte. Linz, 1997.
- Von Terpsychore unbegnadet. In: Donauschwabenkalender, Aalen, Ausg.1998, S. 124-126.
- Sängerwettstreit in Ulmbach. In: Donauschwabenkalender, Aalen, Ausg.2000, S. 146-148.
- Mosaik eines Untergangs. Erinnerungen. In: Der Donauschwabe, Aalen, 88 Folgen 1999-2002. Hg. von Hans Dama, Wien.

### Lucrări dramatice
- Das Portrait. Geschichte einer Liebe (nepublicat)
- Der Bogenstrich (nepublicat)
- Wenn sich Wege nur kreuzen  (nepublicat)
- Echnaton – König von Ägypten. (dramă istorică). 1959 (nepublicat)
- Die Feuerkrone oder Dózsas Kampf und Verklärung. (piesă istorică). 1959 (nepublicat)
- Ein Fragment aus: Die Feuerkrone. Dózsas Kampf und Verklärung. (Auszug aus einem historischen Theaterstück), Fünfter Aufzug, Erstes Bild. In: Stadium. Gesellschaft und Kultur (Stádium irodalom, müvészet, kultúra), Nr. 2/September 1989 (S. 38-41).

### Editor
- Volk und Schule, periodic, 1941-1942.
- Theodor Fontane. Effi Briest. Prefață și note. Timișoara, 1973.

N.B. Aproape toată opera lui Rudolf Hollinge este păstrată în arhivă. Dr. Hans Dama face demersuri pentru publicarea acesteia.

## Literatură despre el
- Walter Engel, Deutsche Literatur im Banat (1840-1939)
- Hans Dama, 100 Jahre seit der Geburt von Prof. Dr. Rudolf Hollinger, ADZ,10. März 2010
- Portrait Rudolf Hollinger, Literaricum, Wien, Nr.2 / 1984, S. 3 - 5.
- Lyrik auf dem Lebensweg. Das dichterische Werk Rudolf Hollingers, Beiträge zur deutschen Literatur in Rumänien seit 1918. Hrsg. von Anton Schwob. München 1985, S. 45-54.
- Anton Peter Petri, Biographisches Lexikon des Banater Deutschtums, Marquartstein, 1992, ISBN 3-922046-76-2